# September in The Rain
«September In The Rain» es una popular canción de Harry Warren y Al Dubin, publicada en 1937. La canción fue presentada por James Melton en la película Melody for Two. Se ha convertido en un estándar, después de haber sido grabada por muchos artistas desde entonces.

## Versión de The Beatles
La banda de rock británica The Beatles grabó a principios de 1962 una versión del tema en su audición para la compañía discográfica Decca Records, con Paul McCartney como vocalista principal y Pete Best en la batería. Esta versión nunca fue oficialmente publicada sino hasta 1982, año del lanzamiento del disco The Complete Silver Beatles, que recopilaba todos los temas interpretados por la banda en la audición.

## Otras versiones
Además de The Beatles, la canción también ha sido versionada por los siguientes artistas:
- Cilla Black
- Teresa Brewer
- Chad & Jeremy
- June Christy - Cool Christy (2002)
- The Cocabelles
- Eddie Condon (1944)
- Bing Crosby (1956)
- Doris Day - The Complete Standard Transcriptions (2004)
- Sam Donahue (1948)
- Dorothy Donegan ("Donnybrook with Donegan" 1959)
- The Duprees
- Slim Gaillard (1946)
- Gossamer (Kwesi Boakye) - The Looney Tunes Show - "Monster Talent"
- Earl Grant (1966)
- Lionel Hampton
- Roy Hargrove Big Band 2009
- Al Hibbler (1956)
- Jack Hylton
- Jan Johansson
- Norah Jones
- Frankie Laine (1946) y (1958)
- Peggy Lee
- Guy Lombardo (US #1 1937)
- Julie London (en su álbum Calendar Girl, 1956)
- Mantovani
- Yehudi Menuhin
- Willie Nelson
- Red Norvo - Red Norvo con Tal Farlow y Charles Mingus (1997)
- Anita O'Day - This Is Hip (2006)
- The Platters
- Sue Raney - Breathless (Compilación de 1997 )
- Nelson Riddle
- Marty Robbins - The Essential Marty Robbins 1951-1982: Columbia Country Classics (1996)
- Royal Jokers (Detroit doo-wop group), 1958
- Vic Schoen y su orquesta (vocal: The Notables)
- Diane Schuur - Some Other Time (2008)
- George Shearing - September in the Rain (2000)
- Victor Silvester
- Frank Sinatra (1960)
- Jeri Southern - The Dream's On Jeri (1998)
- Muggsy Spanier
- Jo Stafford - Love, Mystery and Adventure (2006)
- Dakota Staton - Ultimate Dakota Staton (2005)
- Rod Stewart - Fly Me To The Moon... The Great American Songbook - Volume V (2010)
- Hank Thompson
- Arthur Tracy
- Sarah Vaughan - Sarah Vaughan At Mister Kelly's (1991)
- Dinah Washington - Mad About The Boy: The Best Of Dinah Washington (1961)
- Joe Williams - Together/Have A Good Time (2006) (con Harry "Sweets"

Edison)
- Lester Young
- Jools Holland & Paul Weller (2012)
- Gossamer (Looney Tunes) 2013